# Theodora Cowan
Theodora Esther Cowan (Theo) (n. 13 noiembrie 1868, The Domain⁠(d), Noul Wales de Sud, Australia – d. 27 august 1949, Municipality of Woollahra⁠(d), Noul Wales de Sud, Australia) a fost o artistă australiană, considerată prima femeie sculptoriță născută în Australia. Ea a fost una dintre numeroasele sculptorițe care creau la sfârșitul secolului al XIX-lea. Pe lângă faptul că a fost prima care s-a născut în Australia, Cowan (împreună cu Margaret Baskerville) a fost printre primele care au avut succes, în special pentru lucrările ei portretistice.

## Biografie
Cowan s-a născut la Richmond Villa din The Domain, Sydney și și-a început pregătirea la Sydney la Sydney Technical College cu Lucien Henry, înainte de a se muta în Italia în 1889 cu părinții ei, unde a stat șase ani. A studiat la Florența la Accademia di Belle Arti di Firenze sub îndrumarea lui Longworth Powers și a lui Augusto Rivalta, unde a „dobândit tehnica artei sale”. Cowan a fost unul dintre tinerii sculptori australieni, incluzându-l pe Bertram Mackennal, care au plecat în Europa pentru a studia în primii ani ai secolului al XX-lea.[
În Italia, Cowan a întâlnit oameni de seamă precum Pietro Mascagni, Ouida și sculptorița americană Harriet Hosmer. În 1895, Cowan s-a întors la Sydney și a înființat un studio în Strand Arcade. Ea a constatat că există unele prejudecăți față de femeile sculptorițe și a explicat că ea se află „în poziția de pionier”.
Cowan a călătorit la Londra în 1901, a înființat un studio în Grosvenor Street și a cunoscut artiști importanți precum Holman Hunt, care a vizitat-o. S-a întors din nou la Sydney în 1913 și a lucrat din Darlinghurst. În Australia, doi dintre „cei mai buni prieteni” ai ei au fost Lordul Hampden, guvernatorul, și George Reid, prim-ministrul, pe care Cowan i-a descris ca „nefiind impregnați de această neîncredere locală în munca femeilor”.
În 1902, numele lui Cowan a apărut într-o listă care le includea pe Nellie Melba, Ada Crossley, Rosa Campbell Praed, Kathleen Mannington Caffyn, Louise Mack, Mary Gaunt și Ellis Rowan într-un articol ilustrat intitulat „Notable Australian Women”.
Când Cowan a murit într-un spital privat din Vaucluse, pe 27 august 1949, adresa ei era Osiris 84 Berry Street, North Sydney. Valoarea succesiunii asupra averii ei a fost de 5047 de lire sterline.

## Cariera
Prima comandă a lui Cowan a fost finalizată în Italia. A fost „un monument adresat domnișoarei Pearson, asistenta Crucii Roșii care a înființat primul spital privat din Londra” și a fost ridicat în cimitirul din San Miniato al Monte. Ea a fost invitată să trimită o machetă pentru grupurile sculpturale propuse care urmau să fie ridicate pe Queen Victoria Building, dar designul ei cu „trei personaje feminine drapate cu stemă”, o lucrare descrisă drept „competentă dacă este convențională” nu a avut succes, iar comanda i-a fost dată lui William Priestly MacIntosh. În 1897, Cowan a fost finalistă în anul inaugural al Premiului Wynne și din nou în 1925. După întoarcerea ei la Sydney în 1913, Cowan a lucrat la comenzi pentru diverse organizații, cum ar fi Guvernul New South Wales, Camera Producătorilor și un mic bust al Dr. Hinder (tatăl lui Frank Hinder) pentru Spitalul Western Suburbs. În Sydney, ea a fost o expozantă obișnuită la Societatea Artiștilor pentru care organizație a fost membră al Consiliului din 1897–98 și un membru activ al Societății Femeilor Pictor. Ea a devenit interesată de pictura cu acuarelă și, mai târziu, „s-a întors din ce în ce mai mult către pictură și s-a îndepărtat de sculptură”.

## Opera
Cowan a finalizat o serie de busturi-portret ale unor oameni de seamă, inclusiv cel al episcopului Londrei, Arthur Winnington-Ingram, care i-a găzduit o expoziție la Galeriile Grafton din Londra. Episcopul a locuit din acest motiv la Palatul Fulham. Alte personaje cunoscute și notabile i-au inclus pe Sir Gilbert Parker, Sir Edmund Barton (primul prim-ministru al Australiei), Sir Henry Parkes și o statuetă în mărime naturală a doamnei Brown-Potter. Opera ei este reprezentată în colecțiile Art Gallery of New South Wales și ale Parlamentului din Canberra.
Bustul lui Eccleston du Faur (al treilea președinte al Consiliului de administrație al Galeriei de Artă) a fost prima comandă a galeriei către un artist din Sydney. „După finalizarea bustului din marmură a lui Eccleston du Faur, au existat întrebări în Parlament cu privire la motivul pentru care bustul a fost comandat și de ce comanda fusese dată unei femei.”
Bustul ei portret al lui Eliezer Levi Montefiore (Președintele Administratorilor Galeriei de Artă din 1889 până în 1892) a fost evaluat ca arătând în mod clar „abilitatea ei de portretist”. A fost sculptat în 1898. În 1902, la Londra, ea a primit o comandă pentru un bust din marmură al egiptologului Flinders Petrie, care era nepotul exploratorului Matthew Flinders.